# Wielbark-Kultur

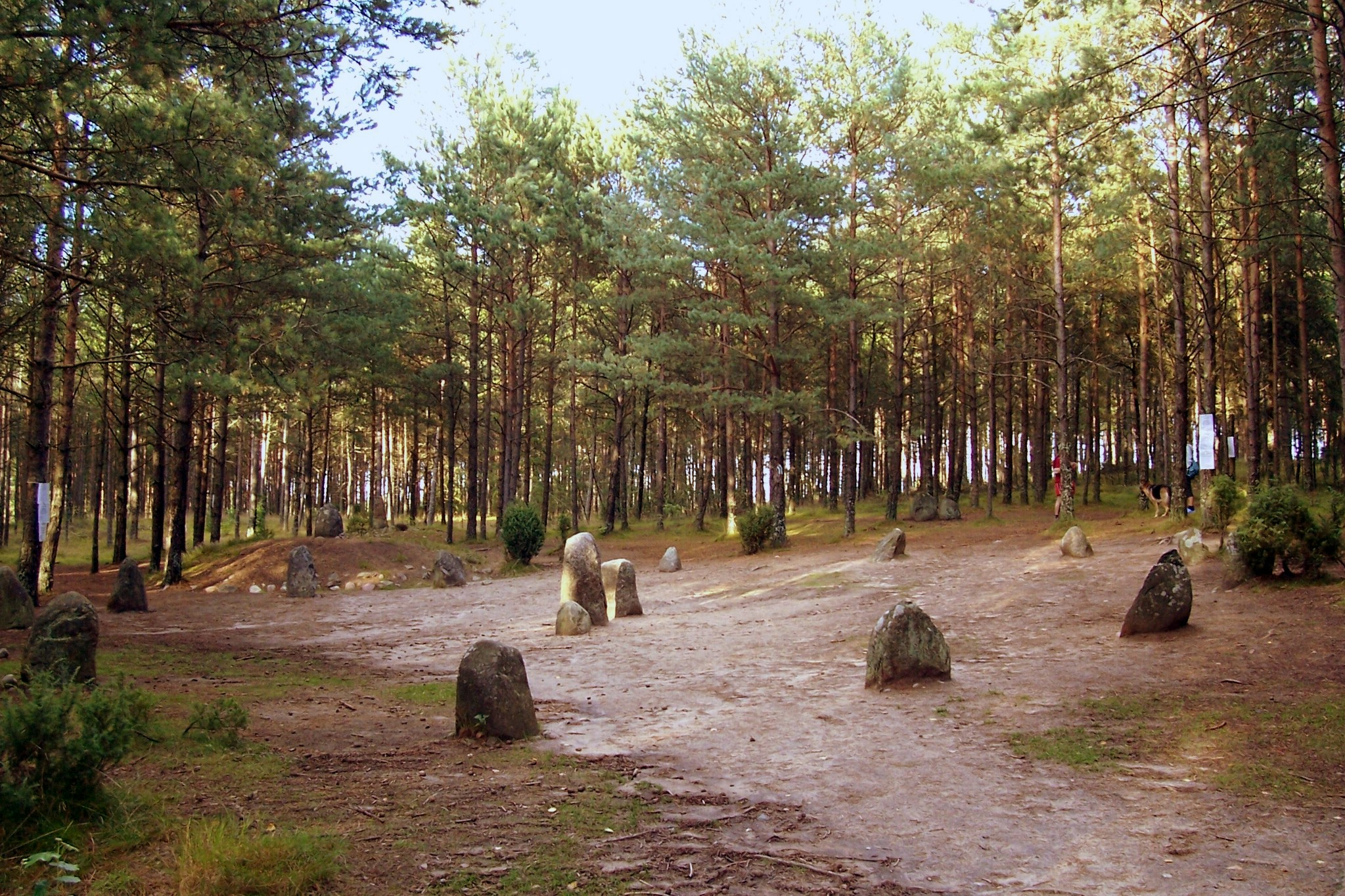
Steinkreis der Wielbark-Kultur (hier im pommerschen Węsiory westlich von Danzig)

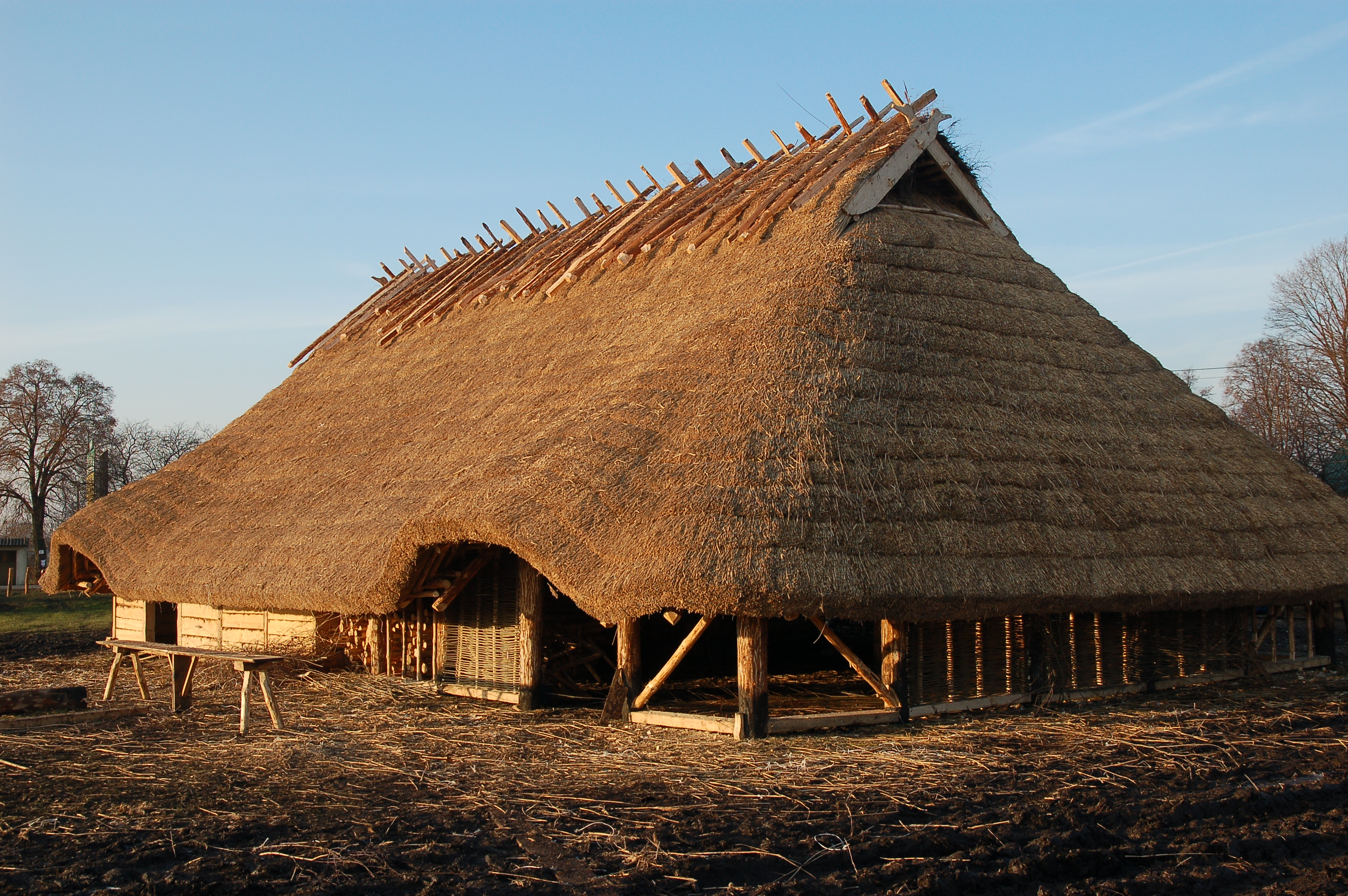
Rekonstruktion eines gotischen Langbauernhauses bei Masłomęcz am Hrubieszów (2./3. Jh.)

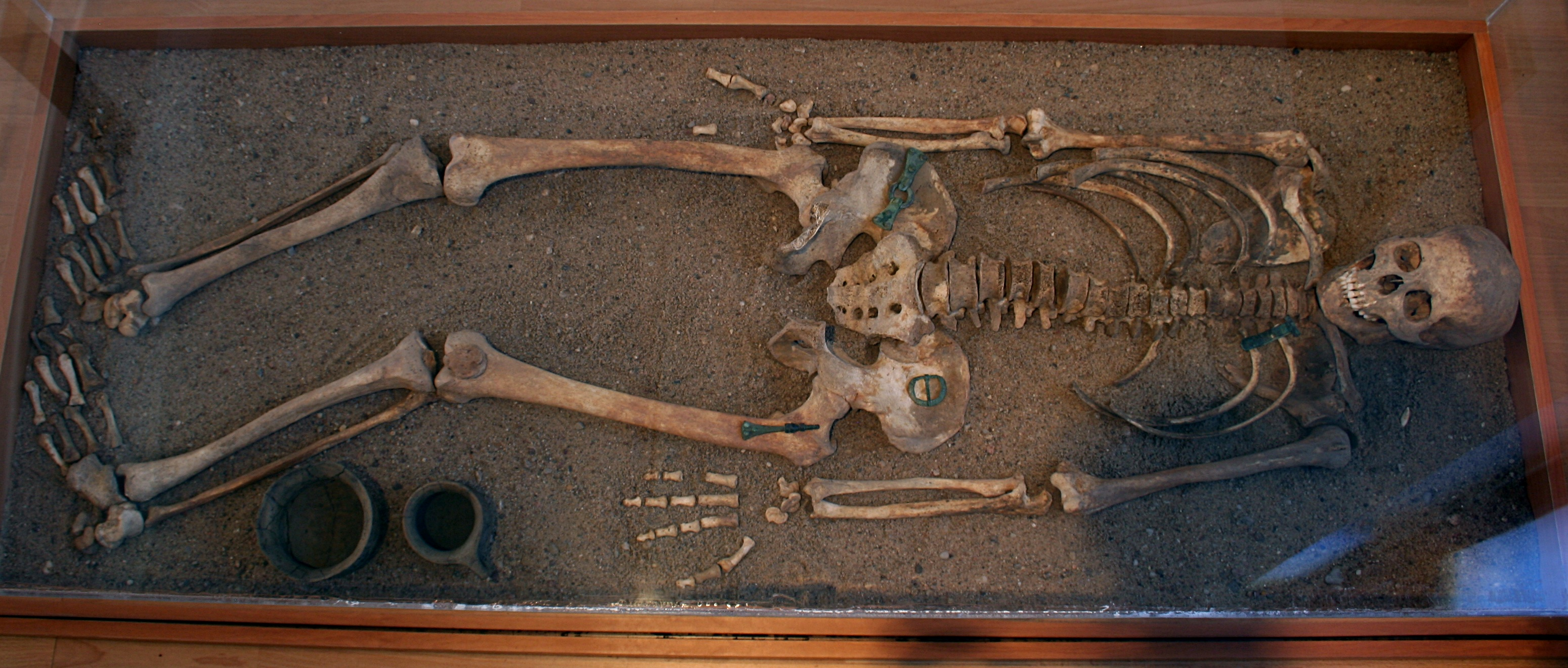
Ausrüstung eines gotischen Grabes der Wielbark-Kultur in Odry

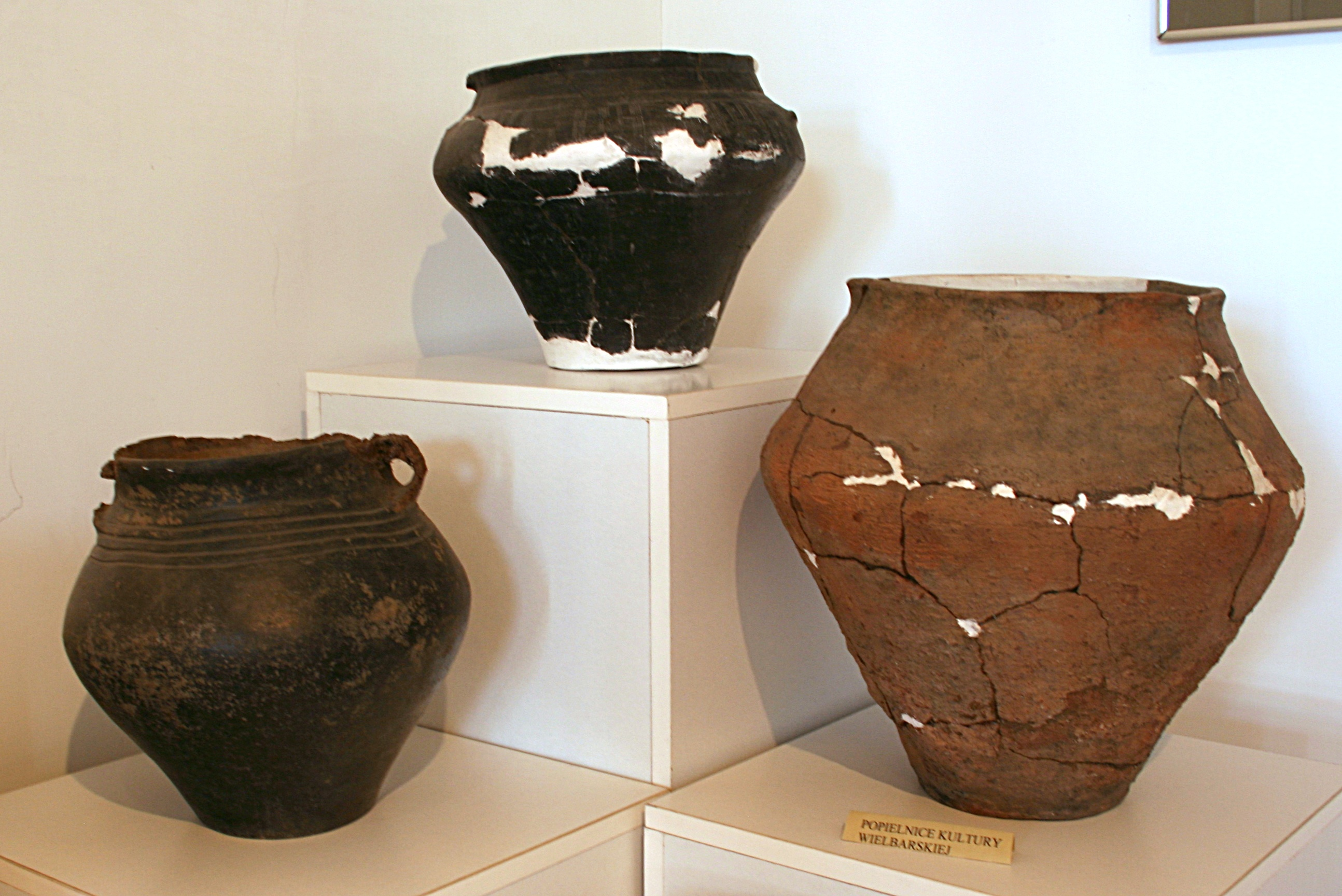
Keramik der Wielbark-Kultur, ausgestellt im Museum Odry

Die Wielbark-Kultur, Willenberg-Kultur oder Braunswalde-Willenberg-Kultur war eine archäologische Kultur aus dem 1. vorchristlichen bis zum 4. Jahrhundert beiderseits der Weichsel im Gebiet des heutigen Polen. Sie wurde benannt nach dem Fundort zwischen Braunswalde und Willenberg (heute: Wielbark in der Gmina Malbork) im früheren Ostpreußen. Vermutlich bildet sie ein frühes Siedlungsgebiet der Goten und Gepiden.

## Entdeckung und Namen

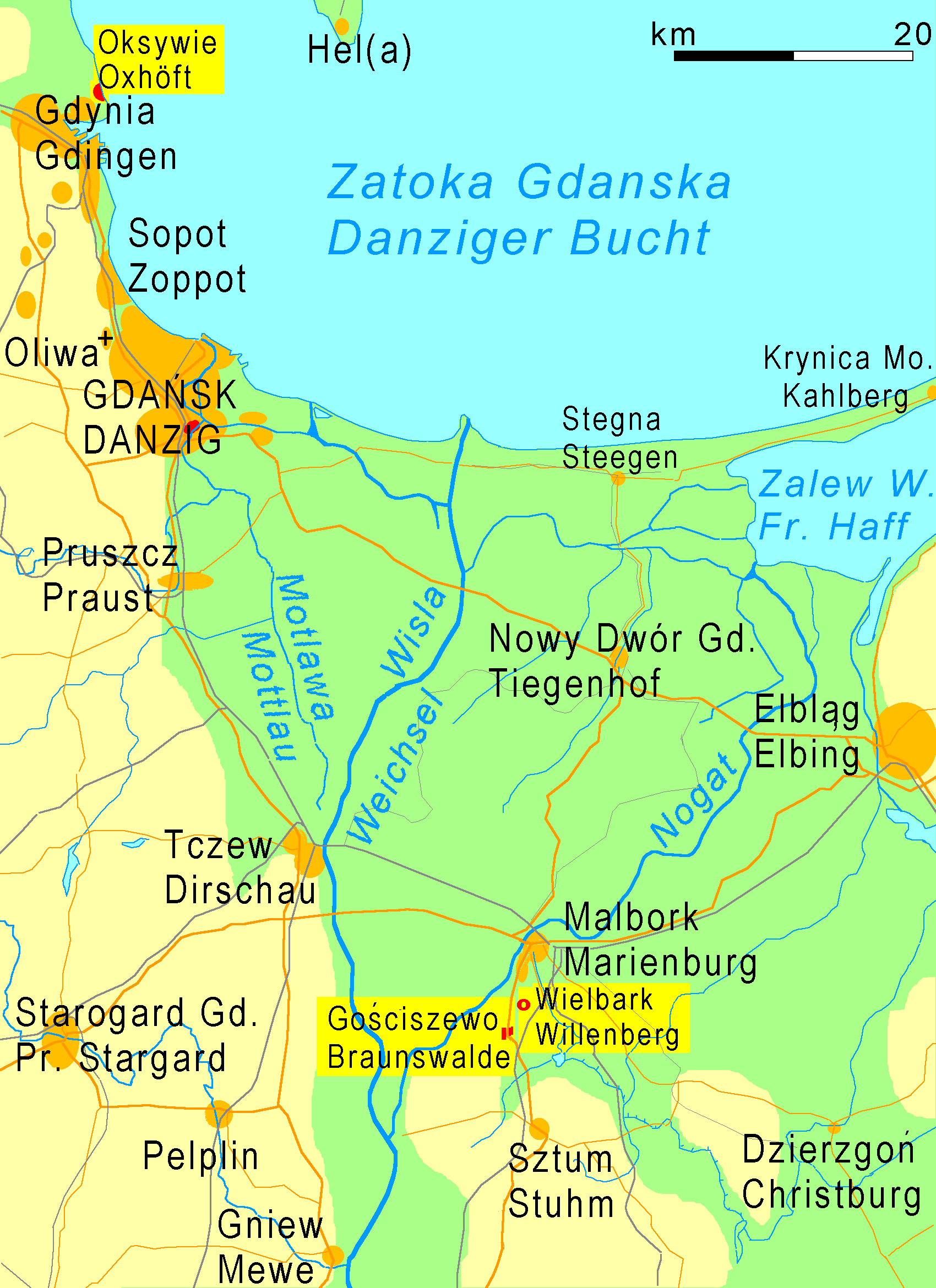
Wielbark (Willenberg) und Gościszewo (Braunswalde) (gelb) im Weichseldelta

Im Jahre 1874 wurde östlich der Nogat, einem Mündungsarm der Weichsel, zwischen den preußischen Dörfern Braunswalde (bei Stuhm) und Willenberg (bei Marienburg) zwischen den Städten Marienburg (Malbork) und Stuhm (Sztum) ein eisenzeitliches Gräberfeld mit 3.000 Gräbern entdeckt. Im Jahr darauf wurde im Correspondenz-Blatt der deutschen Gesellschaft für Anthropologie, Ethnologie und Urgeschichte darüber berichtet. Die Willenberg-Kultur wurde früher als „gotisch-gepidische Kultur“ eingeordnet.
In Polen wurde zunächst die Bezeichnung als „ostpommersch-masowische Kultur“ bevorzugt. Der Archäologe Ryszard Wołągiewicz (1933–1994), der mehrere Fundorte erforschte und beschrieb, führte den Begriff kultura wielbarska ein. Diese Bezeichnung übernahmen Herwig Wolfram und andere Wissenschaftler. Ihr Vorzug ist, dass sie „neutral“ ist, insofern sie sich nur auf den Fundort bezieht und ethnische Festlegungen vermeidet.

## Charakteristika
Die Wielbark-Kultur ersetzte im letzten Jahrhundert vor der Zeitenwende die Oxhöft-Kultur an der Weichsel unterhalb von Thorn (Toruń) und weiter westlich bis zur Persante (Parsęta). Sie breitete sich rasch nach Westen in der bis dahin unbesiedelten mittelpommerschen Seenplatte und später nach Süden und Osten aus.

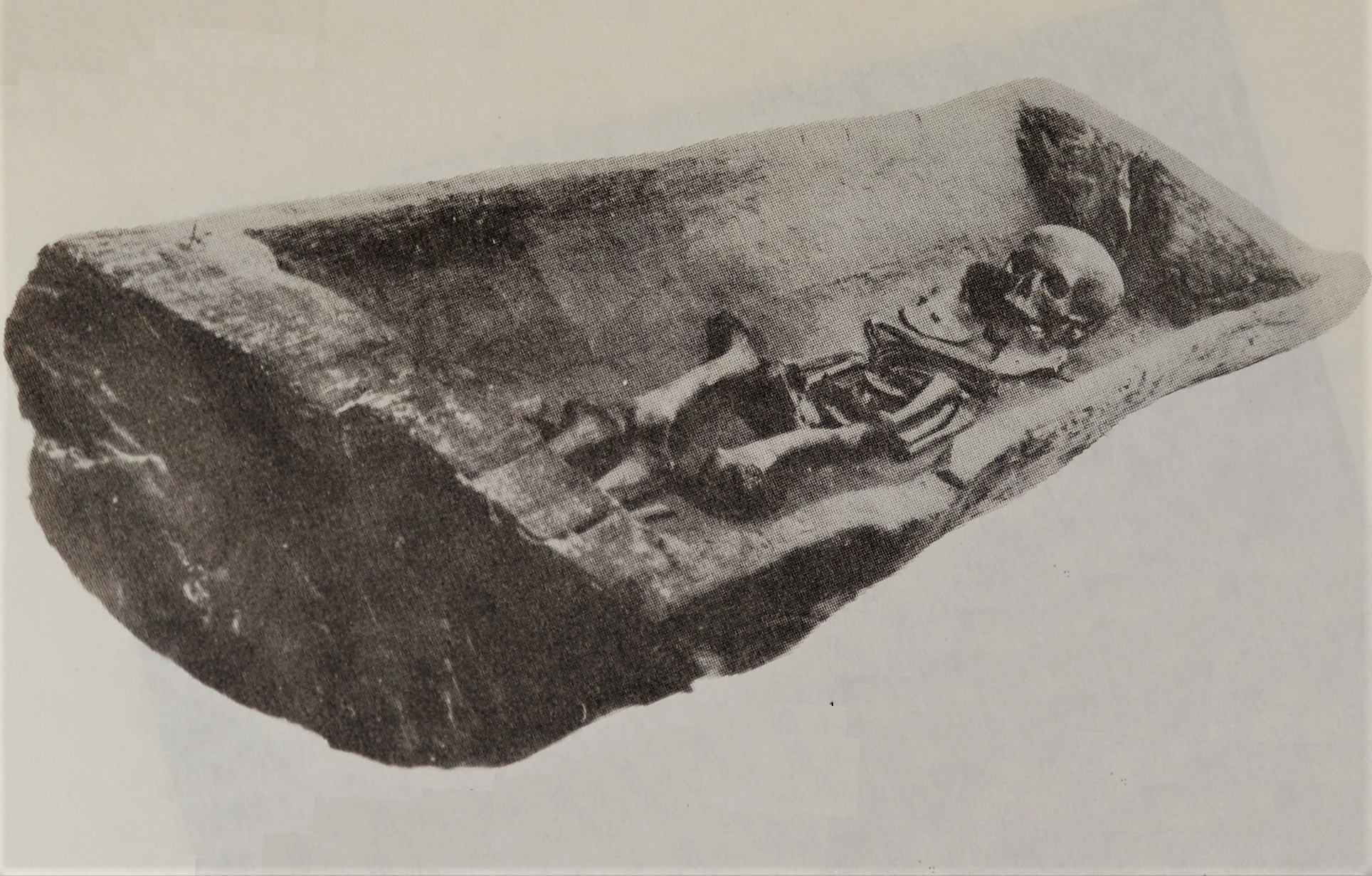
Baumsarg mit Frauengrab aus Bagicz

Für den Beginn der Kultur ist kennzeichnend, dass Friedhöfe der Oksywie-Kultur weiterbenutzt wurden, jedoch unter grundsätzlicher Änderung der Bestattungssitten. Neben den früher vorherrschenden Brandbestattungen erfolgten nunmehr auch Körperbestattungen. Es sind auch Sonderbestattungen mit dislozierten oder fehlenden Schädeln und Unterkiefern, mit stark angezogenen Beinen, in Bauchlage, in zu kurzen Grabgruben sowie separat begrabene Schädel oder Kinderunderkiefer bekannt. Bei den Sonderbestattungen handelt es sich möglicherweise um von der Dorfgemeinschaft nicht akzeptierte Personen.
Den Toten wurden im Unterschied zu vorangegangenen und benachbarten Kulturen keine Waffen, sondern lediglich Bekleidung und Schmuck sowie vereinzelt Sporen mit ins Grab gegeben. In späterer Phase breitete sich die Kultur westlich der Weichsel aus mit Steinkreisen, steinbedeckten Erdhügeln (Kurganen), Bautasteinen und gepflasterten Arealen, die denen skandinavischer Kulturen dieser Zeit ähnlich waren. Typisch für die Metallverwendung der Wielbark-Leute war, dass Gebrauchs- und Schmuckgegenstände häufig aus Bronze, seltener aus Silber, nur ganz selten aus Gold und Eisen hergestellt wurden.
Im Jahr 2000 wurde in Czarnówko bei Lębork (bis 1945 Scharnhorst Kreis Lauenburg) in Ostpommern ein Grab entdeckt, das u. a. einen Westlandkessel aus Bronze enthielt, auf dem Männer mit Suebenknoten dargestellt sind. Die Fundstätten der ersten Phase befinden sich größtenteils in der Umgebung zur Ostsee fließender Flüsse, also nördlich der pommerschen Wasserscheide Ostsee/Netze. Mit der Zeit dehnte sich die Kultur in südwestlicher Richtung bis in die Region Großpolen aus, Steinsetzungen nicht so weit wie die Bestattungsriten. Dabei wurde die andernorts fortbestehende Przeworsk-Kultur regelrecht verdrängt. Entscheidend war aber die Ausdehnung nach Südosten.

### Ausbreitung der Kultur
Um 200 n. Chr. erreichte die Wielbark-Kultur nach Auseinandersetzungen mit den Vandalen den Westen der heutigen Ukraine, während ihre Spuren an der unteren Weichsel im 3. Jahrhundert deutlich nachlassen und im Lauf des vierten Jahrhunderts ganz aussetzen, was für eine vollständige Abwanderung der entsprechenden Bevölkerung innerhalb von drei Generationen nach Südosten spricht. Gleichzeitig breitete sich nordwestlich des Schwarzen Meeres die Tschernjachow-Kultur aus, die in ihren Ausdrucksformen große Ähnlichkeit mit der Wielbark-Kultur, aber auch Beziehungen zur Sarubinzy-Kultur hatte. Reste der Wielbark-Kultur in Wolhynien hielten sich bis ins 5. Jahrhundert.

## Deutung
Der Beginn der Kultur stellt die Aussage des Jordanes infrage, die Goten seien insgesamt aus Skandinavien an die Südküste der Ostsee eingewandert (Gothiscandza). Im Detail ziehen Forscher unterschiedliche Schlüsse. In der neueren Forschung wurde oft angenommen, die Kultur habe sich ohne Zuwanderung vor Ort entwickelt und die Einwanderung der Goten aus Skandinavien sei nur ein Mythos. Andere Forscher nehmen an, eine kleine Gruppe von Skandinaviern (die in den Getica erwähnten Amaler, wenngleich Amaler vor dem 4. Jahrhundert nicht sicher bezeugt sind) sei zugewandert und habe sich mit der einheimischen Bevölkerung vermischt. Für Andrzej Kokowski deutet alles darauf hin, dass gotische Zuwanderer aus dem Norden auf bereits ansässige Goten im Süden trafen, wie sie als Söldner schon zur Zeit des Sturzes des Markomannenkönigs Marbod (17/18 n. Chr.) genannt werden.
Da sich die Forschung vor allem auf Nekropolen und kaum auf Siedlungsfunde gründet, ist archäologisch jedoch bisher keine Einwanderung aus Skandinavien nachweisbar, was, neben anderen Punkten, gegen die Ursprungsgeschichte (Origo gentis) des Jordanes spricht. Wojciech Nowakowski weist darauf hin, dass die waffenlosen Gräber der frühen Wielbark-Kultur zwar nicht zur Beschreibung der Goten und ihrer charakteristischen Bewaffnung durch Tacitus passen, jedoch seien die weiteren archäologischen Befunde gut mit dem Bild der „Gotenwanderung“ in die Gebiete östlich der Weichsel kompatibel. Auch für Kalina Skóra und Adam Cieśliński passen die Siedlungs- und Kulturveränderungen der Wielbarl-Bevölkerung gut in das Bild der Goten- (und Gepiden-)wanderung, wobei sie nicht alle materiellen Relikte den Goten zuschreiben. Die Steinkreise bei den pommerschen Nekropolen (zum Beispiel die Steinkreise von Grzybnica bei Koszalin) wurden vermutlich als lokale Thingplätze genutzt; beigabenlose Bestattungen in deren Nähe können wohl als Menschenopfer gedeutet werden.

## Archäogenetik
Analysen von DNA aus Gräbern, die der Wielbark-Kultur zugeschrieben werden, sprechen dafür, dass diese Menschen von Einwanderern Nordeuropas abstammten, die sich mit der bereits ansässigen Bevölkerung mischten. Bei den Haplogruppen für das Y-Chromosom der Wielbark-Kultur dominieren I1, R1a, R1b und G2a. Bei der späteren mittelalterlichen Bevölkerung (10. bis 13. Jahrhundert) findet man eine relativ ähnliche Verteilung, abgesehen vom völligen Verschwinden der G2a-Gruppe. Außerdem dominiert die Haplogruppe R1a hier mit über 50 % Anteil, was möglicherweise mit einer weiteren Einwanderungswelle aus dem Osten Europas erklärt werden kann.

## Belege
1. ↑  Heinrich Beck, Heiko Steuer, Dieter Timpe (Red.): Die Germanen. Germania, germanische Altertumskunde (Reallexikon der Germanischen Altertumskunde). De Gruyter, Berlin 1998, S. 145, ISBN 3-11-016383-7, Schraffur des Originals durch Farben ersetzt
2. ↑  Braunswalde auf Landkarte 1896, östlich der Nogat.
3. ↑  Ryszard Wołągiewicz: Pole orne ludności kultury wielbarskiej z okresu wczesnorzymskiego w Gronowie na Pomorzu. In: Wiadomości Archeologiczne. Jg. 42, 1977, ISSN 0043-5082, S. 227–244;
Ryszard Wołągiewicz: Die Goten im Bereich der Wielbark-Kultur. In: Archaeologia Baltica. Jg. 7, 1986, ZDB-ID 350669-1, S. 63–98;
Ryszard Wołągiewicz: Ceramika kultury wielbarskiej mie̜dzy Bałtykiem a Morzem Czarnym = Die Tongefäße der Wielbark-Kultur im Raum zwischen Ostsee und Schwarzen Meer. Muzeum Narodowe, Stettin 1993, ISBN 83-86136-00-6.
4. ↑  Herwig Wolfram: Die Goten. Von den Anfängen bis zur Mitte des sechsten Jahrhunderts. Entwurf einer historischen Ethnographie. 2., durchgesehene Auflage. C. H. Beck, München 1980, ISBN 3-406-04027-6.
Herwig Wolfram: Die Goten und ihre Geschichte (= Beck’sche Reihe. Bd. 2179). C. H. Beck, München 2001, ISBN 3-406-44779-1.
5. ↑  Magdalena Tempelmann-Mączyńska: Die Sonderbestattungen der Wielbark-Kultur. Wydawnictwo Uniwersytetu Łódzkiego, Januar 1992.
6. ↑  Magdalena Mączyńska, Dorota Rudnicka: Ein Grab mit römischen Importen aus Czarnówko, Kr. Lębork (Pommern). In: Germania. Bd. 82, 2004, S. 397–429, Abstract (PDF; 110 KB) (Memento vom 17. Mai 2008 im Internet Archive).
7. ↑  Kokowski 2020, S. 260
8. ↑  Reallexikon der Germanischen Altertumskunde, Artikel über Goten, Oksywie-Kultur, Przeworsker Kultur und Wielbark-Kultur.
9. ↑  Kokowski 2021, S. 258.
10. ↑  Zusammenfassend Walter Pohl: Die Germanen. 2004, S. 24. Auch Herwig Wolfram, der die gotische Frühgeschichte nicht immer kritisch sieht, muss eingestehen, dass archäologisch eine Einwanderung aus Skandinavien nicht nachweisbar ist, vgl. Herwig Wolfram: Die Goten und ihre Geschichte. 2005, S. 23–24.
11. ↑  Wojciech Nowakowski: Die Germanen in der polnischen Archäologie. In: Germanen. Eine archäologische Bestandsaufnahme. Hrsg. Staatliche Museen zu Berlin und LVR LandesMuseum Bonn. Theiss, Darmstadt 2021, S. 465–479, hier: S. 474.
12. ↑  Kamienne Kręgi Gotów w Grzybnicy (polnisch)
13. ↑  Kalina Skóra, Adam Cieśliński: Aktuelle Forschungen zur Sozialstruktur der Germanen im östlichen Mitteleuopa: Ein Beispiel aus der Wielbark-Kultur. In: Germanen. Eine archäologische Bestandsaufnahme. Katalog zur Ausstellung des Museums für Vor- und Frühgeschichte Berlin und des LVR LandesMuseums Bonn. Wiss, Buchgesellschaft, Darmstadt 2020, S. 227–253, hier: S. 228 f., 233.
14. ↑  I. Stolarek u. a.: Genetic history of East-Central Europe in the first millennium CE. In: Genome Biology 24, Article 173 (2023).